# Parque nacional Caazapá
El Parque Nacional Caazapá es un parque nacional ubicado en el sureste de Paraguay, en el Departamento de Caazapá. El mismo abarca una superficie de 16 000 hectáreas, e incluye territorio del desaparecido parque nacional y reserva Caaguazú. La zona se destaca por sus bosques subtropicales semicaducifolios.
El parque comprende un sector de la cordillera de Caazapá, la cual conforma la divisoria de aguas de las  cuencas de los ríos Paraguay y Paraná. En la zona se localizan las nacientes de los ríos Monday, Ñacunday y Tebicuary.
En proximidades del parque moran varios grupos indígenas, los cuales suelen deambular por el mismo. Los mismos son grupos de indios Mbya Guaraní y Ache.

## Fauna

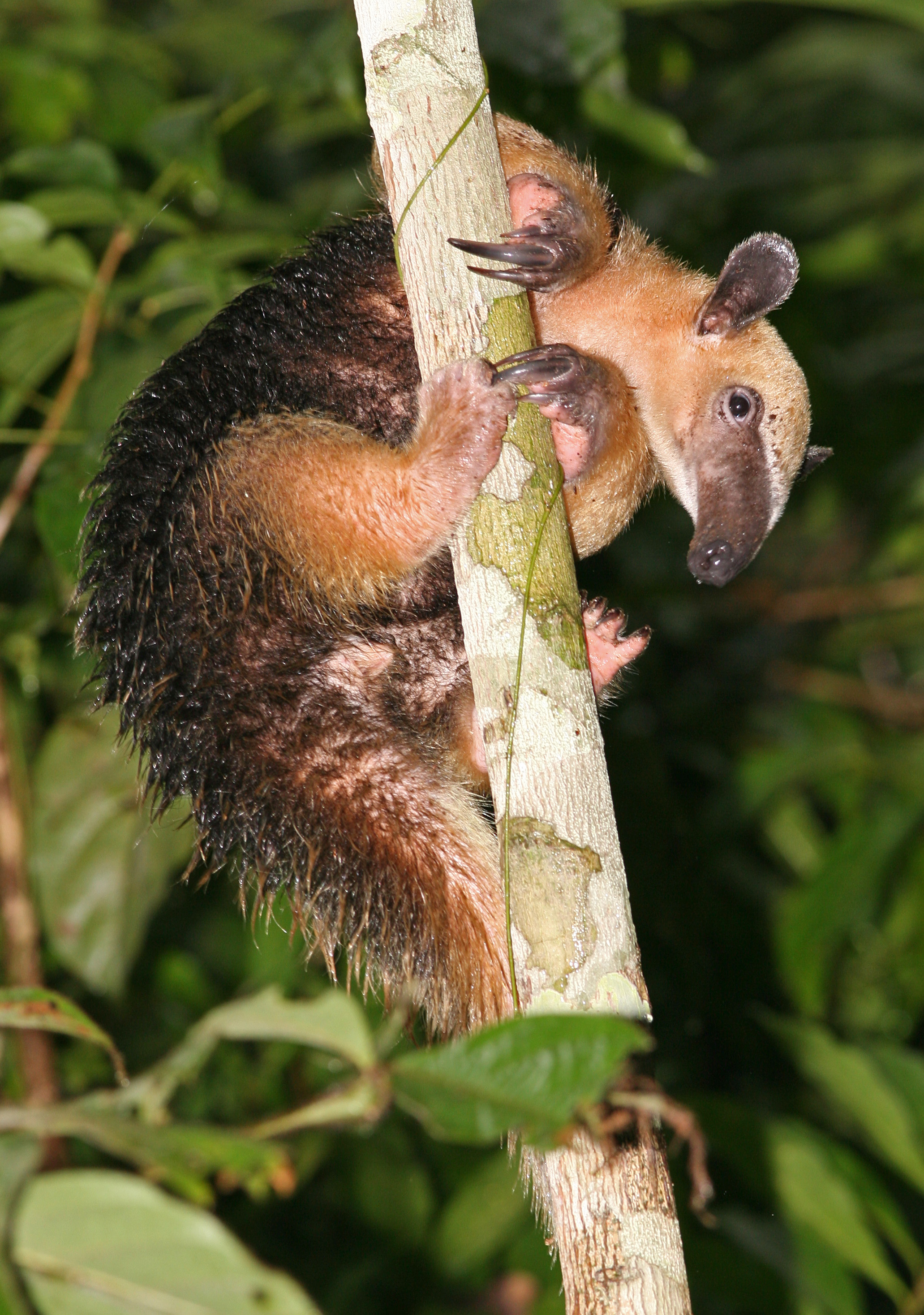
Tamandua u oso melero, una de las conspicuas especies de mamíferos que moran en el parque Caazapá.

Los relevamientos realizados han determinado que en el territorio del parque habitan, las siguientes especies de mamíferos:
- Didelphis albiventris (Comadreja),
- Dasypus novemcinctus (Armadillo de nueve bandas, Euphractus sexcinctus (Armadillo de seis bandas), Tamandua tetradactyla (Tamandua),
- Cebus apella (Mono Capuchino), Alouatta caraya (Mono Aullador),
- Nasua nasua (Coatí), Procyon cancrivorus (Mapache), Cerdocyon thous (Aguaraí),
- Eira barbara (Hurón mayor),
- Oncifelis geoffroyi (Gato montés sudamericano, Tirica), Puma yagouaroundi (Tigrillo negro, Gato moro)
- Tayassu pecari (Pecarí de collar), Pecari tajacu (Pecarí de labio blanco),
- Mazama americana (Corzuela colorada), Mazama gouazoubira (Corzuela),
- Dasyprocta azarae (Agutí de Azara), Cavia aperea (Cuis común, Aperea), Sylvilagus brasiliensis (Conejo de páramo, tapetí).

Además se han relevado la presencia de unas 150 especies de aves, entre las que se cuentan cinco especies de tucanes incluido el arasarí banana Baillonius bailloni.

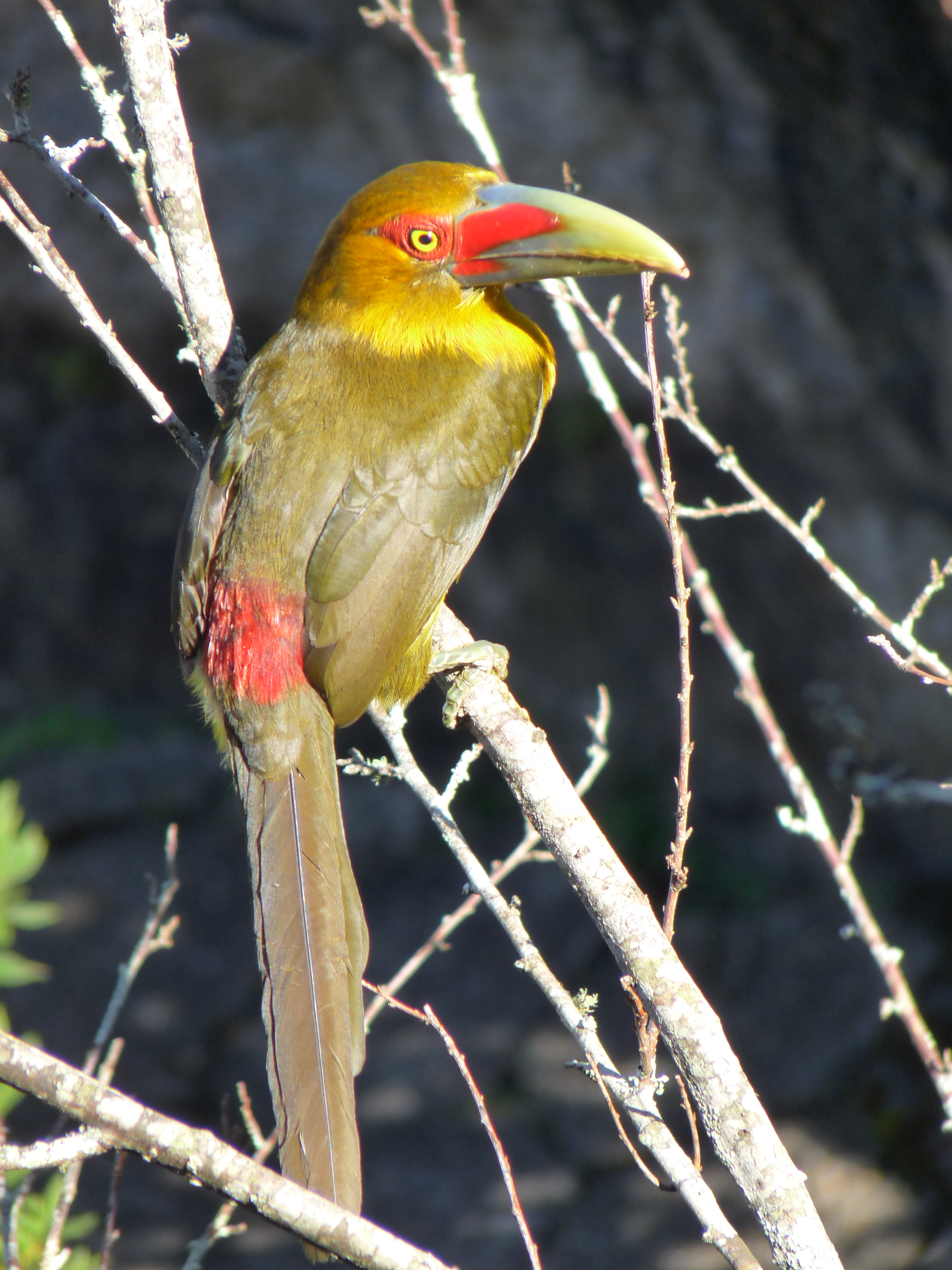
Ejemplar de tucán banana, habitante del parque nacional Caazapá.

## Amenazas por acciones humanas
La zona sufre de la acción de grupos que talan árboles y retiran la madera para comercializarla. Se han reportado casos de ataques a los guardaparques
Además el parque ha sufrido de varios incendios de gran magnitud, producidos por las personas que ingresan para extraer madera o miel.